# Marta Hazas
Marta Hazas, all'anagrafe Marta Hazas Cuesta (Santander, 31 dicembre 1977), è un'attrice e modella spagnola, nota per aver interpretato il ruolo di Amelia Ugarte nella serie El internado, per quello di Sara Reeves nella soap Cuore ribelle (Bandolera), per quello di Laura Elvira Montenegro Rovinia nella serie Grand Hotel - Intrighi e passioni (Gran Hotel) e per quello di Clara Montesinos Martín nella serie Velvet e nello spin-off Velvet Collection (Velvet Colección).

## Biografia

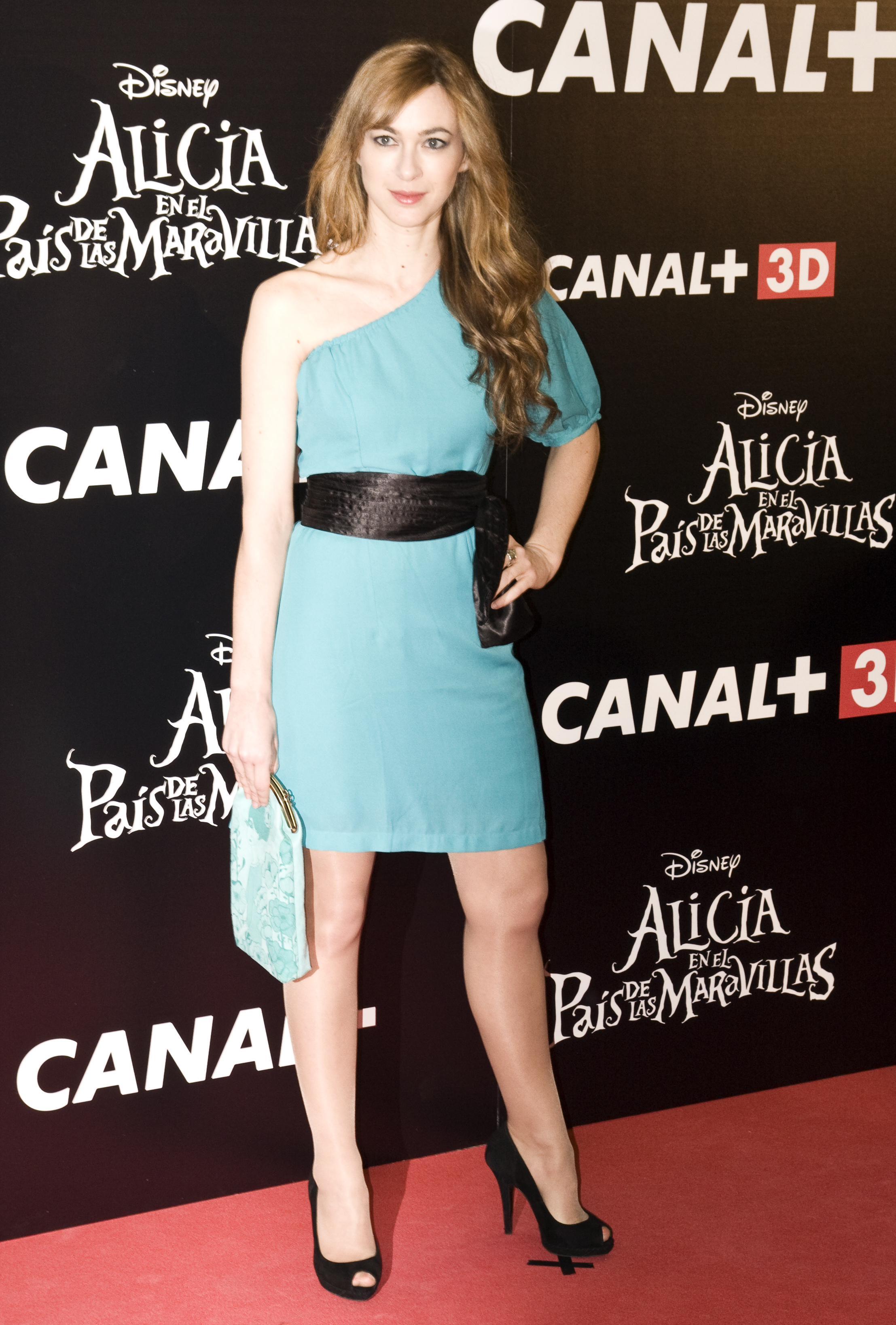
Marta Hazas nel 2010 all'anteprima di Alice nel paese delle meraviglie.

Marta Hazas è nata il 31 dicembre 1977 a Santander, nella capitale della Cantabria (Spagna), da madre Marieta Cuesta.

## Carriera
Marta Hazas dopo la laurea in giornalismo, ha studiato arte drammatica alla scuola Cristina Rota, anche se aveva già iniziato la sua carriera di attrice molto prima al Palacio de Festivales di Santander, nella sua città natale. Le sue prime apparizioni in televisione sono state in serie come El comisario e Hospital Central su Telecinco e Cuéntame cómo pasó.
Nel 2006 ha fatto parte del cast regolare della serie giovanile SMS, sin miedo a soñar, trasmessa su La Sexta e dove ha interpretato Vicky. Dal 2007 al 2010 ha ottenuto il ruolo che l'ha fatta conoscere al grande pubblico nella serie El internado, andata in onda su Antena 3 e dove ha interpretato il ruolo dell'insegnante Amelia Ugarte.
Nel 2008 ha preso parte al cast della serie Generación DF, dove ha interpretato Paula; e nella serie Impares dove ha interpretato il ruolo di Alessandra, entrambe serie di Antena 3. Nello stesso anno ha presentato in anteprima il film 8 citas diretto da Peris Romano e Rodrigo Sorogoyen, un film corale in cui ha recitato insieme ad attori come Jordi Vilches e Verónica Echegui. Inoltre, ha partecipato alla seconda edizione del programma di reportage di Antena 3 PuntoDoc.
Nel 2011 ha ricoperto il ruolo di Silvia nel film Lo contrario al amor diretto da Vicente Villanueva. Dal 2011 al 2013 ha interpretato il ruolo di Sara Reeves nella soap opera di Antena 3 Cuore ribelle (Bandolera), ambientata in Andalusia alla fine del XIX secolo.
Nel 2013 è stata scelta per interpretare il ruolo dell'infermiera Laura Elvira Montenegro Rovinia nella terza e ultima stagione della serie d'epoca di Antena 3 Grand Hotel - Intrighi e passioni (Gran Hotel) e dove ha condiviso il set con attori come Yon González, Amaia Salamanca, Adriana Ozores ed Eloy Azorín. Nello stesso anno ha interpretato il ruolo di Reme nel film Muertos de amor diretto da Mikel Aguirresarobe e dove ha recitato insieme ad attori come Javier Veiga, Ramón Esquinas e Iván Massagué.
Dal 2013 al 2016 è entrata a far parte del cast della serie Velvet, nel ruolo di Clara Montesinos e dove ha recitato insieme ad attori come Cecilia Freire, Javier Rey, Paula Echevarría e Adrián Lastra. Dal 2017 è tornata a ricoprire il ruolo di Clara Montesinos nello spin-off di Velvet, intitolato Velvet Collection (Velvet Colección).
Nel 2014 ha interpretato il ruolo di Eva nel film Pongo, il cane milionario (Pancho, el perro millonario) diretto da Tom Fernández. Dal 2014 ha iniziato a collaborare nel programma televisivo di Antena 3 El Hormiguero.
Dal 2018 al 2021 è entrata a far parte del cast della serie di Prime Video Piccole coincidenze (Pequeñas coincidencias), in cui ha interpretato il ruolo di Marta Valdivia. Nel 2021 ha condotto il programma televisivo Rutas bizarras, in onda su La 2. Nel 2022 e nel 2023 è entrata a far parte del cast della serie prodotta da Prime Video e Mediaset España Días mejores, in cui ha ricoperto il ruolo di Sara.

## Vita privata
Marta Hazas dal 2010 è legata sentimentalmente all'attore Javier Veiga, conosciuto sul set del film Muertos de amor. Nell'ottobre 2016 la coppia si è sposata al Palazzo della Magdalena di Santander.

## Filmografia

### Cinema
- Código natural, regia di Vicente Pérez Herrero (2000)
- Nos miran, regia di Norberto López Amado (2002)
- Soledad es más puta en verano (2003)
- Reprimidos, regia di Ignacio Delgado Zambrano (2004)
- El asombroso mundo de Borjamari y Pocholo, regia di Juan Cavestany e Enrique López Lavigne (2004)
- 8 citas, regia di Peris Romano e Rodrigo Sorogoyen (2008)
- Lo contrario al amor, regia di Vicente Villanueva (2011)
- Muertos de amor, regia di Mikel Aguirresarobe (2013)
- Pongo, il cane milionario (Pancho, el perro millonario), regia di Tom Fernández (2014)
- Toc Toc, regia di Vicente Villanueva (2017)
- Te juro que yo no fui, regia di Joaquín Bissner (2018)
- El club del paro, regia di David Marqués (2021)
- Danzando sul cristallo (Las niñas de cristal), regia di Jota Linares (2022)
- Amigos hasta la muerte, regia di Javier Veiga (2022)
- Las rubias, regia di Carlota Pereda (2022)
- È colpa mia?, regia di Domingo Gonzàlez (2023
- È colpa tua?, regia di Domingo Gonzàlez (2024)

### Televisione
- El comisario – serie TV, 1 episodio (Telecinco, 2001)
- Cuéntame cómo pasó – serie TV, 1 episodio (La 1, 2003)
- Paso adelante – serie TV, 1 episodio (Antena 3, 2003)
- Hospital Central – serie TV, 2 episodi (La 1, 2003)
- Paco y Veva – serie TV, 1 episodio (La 1, 2004)
- Capital – serie TV, 1 episodio (Telemadrid, 2005)
- El pasado es mañana – serie TV, 1 episodio (Telecinco, 2005)
- Fuera de control – serie TV, 1 episodio (La 1, 2006)
- Los Serrano – serie TV, 1 episodio (Telecinco, 2006)
- Los hombres de Paco – serie TV, 1 episodio (Antena 3, 2006)
- Aída – serie TV, 1 episodio (Telecinco, 2006)
- SMS, sin miedo a soñar – serie TV, 39 episodi (La Sexta, 2006-2007)
- El internado – serie TV, 64 episodi (Antena 3, 2007-2010)
- Generación D.F – serie TV, 5 episodi (Boomerang TV, 2008)
- Impares – serie TV, 19 episodi (Antena 3, 2008-2010)
- Impares premium – serie TV, 1 episodio (Antena 3, 2010)
- Los misterios de Laura – serie TV, 1 episodio (La 1, Boomerang TV, 2010)
- Cuore ribelle (Bandolera) – soap opera TV, 406 episodi (Antena 3, 2011-2013)
- Grand Hotel - Intrighi e passioni (Gran Hotel) – serie TV, 14 episodi (Antena 3, 2013)
- Velvet – serie TV, 55 episodi (Antena 3, 2013-2016)
- Velvet Collection (Velvet Colección) – serie TV, 21 episodi (#0, 2017-2019)
- Piccole coincidenze (Pequeñas coincidencias) – serie TV, 30 episodi (Prime Video, 2018-2021)
- Non puoi nasconderti (No te puedes esconder) – serie TV, 1 episodio (Telemundo, 2019)
- Días mejores – serie TV, 20 episodi (Prime Video, 2022-2023)

### Cortometraggi
- Original Soundtrack, regia di Álvaro de la Hoz (2005)
- Un día cualquiera, regia di Álex García (2007)
- Connecting People, regia di Alvaro de la Hoz (2008)
- 3,2 (lo que hacen las novias), regia di Jota Linares (2011)
- On My Mind, regia di Nacho Solana (2011)
- Cementerio de elefantes, regia di Darío Paso (2011)
- Eslogan, regia di Álvaro de la Hoz (2013)
- Rubita, regia di Jota Linares (2014)
- Las rubias, regia di Carlota Pereda (2016)
- El regalo del Día de la Madre, regia di Inés de León (2016)
- Villa Mnemósine, regia di Rubén Salazar (2016)
- El chupete: Feliz Navidad (2017)
- Asesinato en el Hormiguero Express, regia di Pablo Motos e Jorge Salvador (2018)
- Hormigueddon, regia di Pablo Motos e Jorge Salvador (2020)

## Teatro
- Mismo amor, mismo coñazo (2002-2003)
- Elsa Schneider, diretto da Sergi Belbel (2003)
- Cistelaria, diretto da Susana Verdú e Pedro Sáenz Almeida (2003)
- Ya van 30, diretto da Ángel Llácer (2006-2007)
- El mercader de Venecia di William Shakespeare, diretto da Denis Rafter (2009-2010)
- Amigos hasta la muerte, diretto da Javier Veiga (2011-2012)
- El caballero de Olmedo di Lope de Vega, versione di Eduardo Galán, diretto da Mariano de Paco (2013-2014)
- Don Juan Tenorio di José Zorrilla, diretto da Carlos Aladro (2014)
- Confesiones de un bartender, diretto da Nancho Novo (2014-2015)
- 5 y... acción, diretto da Javier Veiga (2016-2017)
- Si no te hubiese conocido, diretto da Sergio Belbel (2019)

## Programmi televisivi
- Punto.doc (Antena 3, 2009) – Reporter
- El Hormiguero (Antena 3, dal 2014) – Collaboratrice
- Rutas bizarras (La 2, 2021) – Conduttrice

## Doppiatrici italiane
Nelle versioni in italiano dei suoi film e delle sue serie TV, Marta Hazas è stata doppiata da:
- Perla Liberatori[27] in Cuore ribelle[28], in Grand Hotel - Intrighi e passioni[29], in Danzando sul cristallo[30]
- Monica Vulcano[31] in Velvet[32], in Velvet Collection[33]
- Giulia Franzoso[34] in Pongo, il cane milionario[35]
- Ilaria Stagni[36] in Piccole coincidenze[37]

## Riconoscimenti
- Estrella en el paseo de la fama de Tetuán (Santander)
  - 2017: Vincitrice come Stella esordiente[38]
- Festival del cinema comico di Tarazona e Moncayo
  - 2010: Vincitrice come Miglior attrice protagonista per Connecting People[39]
- Festival La Fila de Valladolid
  - 2012: Vincitrice come Miglior attrice per 3,2 lo que hacen las novias[40]
- Fondazione Museo della Calzatura
  - 2015: Vincitrice come Miglior donna con le scarpe in Spagna
- Premio di Platino del cinema iberoamericano
  - 2018: Candidata come Miglior interpretazione femminile nella serie Velvet Collection (Velvet Colección)[41]